# Senza sole né luna
Senza sole né luna è un film del 1964 diretto da Luciano Ricci.
Oltre agli attori professionisti sono presenti nelle riprese anche i veri minatori del Monte Bianco. Presentato al XIII Festival di Trento nel 1964.

## Trama
Varie storie, di amicizie e amori tra i minatori del traforo del Monte Bianco che si intrecciano durante i lavori dell'imponente impresa.